# Ситники (Нижньогородська область)
Ситники (рос. Ситники) — селище в Борському міському окрузі Нижньогородської області Російської Федерації.
Населення становить 1401 особу. Входить до складу муніципального утворення Міський округ місто Бор.

## Історія
Від 2010 року входить до складу муніципального утворення Міський округ місто Бор.

## Населення
| 2002 | 2010  |
| ---- | ----- |
| 1344 | ↗1401 |